# La storia del generale Custer
La storia del generale Custer (They Died with Their Boots On) è un film del 1941 diretto da Raoul Walsh.
La pellicola statunitense è un western biografico interpretato da Errol Flynn e Olivia de Havilland. Nonostante le numerose inesattezze storiche, fu una delle più importanti produzioni del 1941, anche per il fatto che fu l'ultima collaborazione del duo Flynn-De Havilland.
Il film percorre la vita del generale George Armstrong Custer, dagli inizi a West Point, la sua storia con Elizabeth Bacon, la sua partecipazione alla Guerra di secessione americana fino al tragico epilogo della battaglia del Little Bighorn.

## Trama
Nel 1857 George Armstrong Custer viene ammesso all'accademia militare di West Point e già dal primo giorno rischia l'espulsione per aver picchiato un cadetto suo superiore, Ned Sharp, che gli aveva dato come alloggio la stanza del maggiore Taipe, vice comandante dell'accademia.
Custer si dimostra indisciplinato e poco avvezzo allo studio, riportando numerose note di demerito, ma eccelle in equitazione e in scherma. Durante questo periodo conosce e si innamora di Elisabeth "Libbie" Bacon il cui padre, Samuel Bacon, è anche amico del colonnello Phil Sheridan, comandante dell'accademia.
Allo scoppio della guerra di secessione nel 1861, Custer e altri allievi vengono diplomati in anticipo e lui diventa tenente, ma non riceve incarichi perché il capo di stato maggiore è proprio Taipe che, ritenendolo un incapace (si era anche opposto alla sua nomina a ufficiale), afferma di volerlo tenere come ultima riserva. Casualmente, quello stesso giorno, stringe amicizia con il generale Scott e riesce a farsi destinare al 2º cavalleggeri ed a partecipare alla battaglia di Bull Run, dove viene ferito e in seguito decorato da Sheridan, divenuto generale. Riceve una licenza e tornato a casa, a Monroe (Michigan), ritrova Libbie ma si scontra con suo padre che si oppone alla loro unione (i due avevano avuto un diverbio in un bar alcune ore prima).
Tornato al fronte, scopre di essere stato promosso generale (per un errore burocratico) e di comandare l'intera brigata Michigan che deve fronteggiare l'avanzata sudista verso Washington; con gravi perdite le sue cariche hanno successo e il nemico viene respinto. Nel 1865, alla fine della guerra, Custer, divenuto un eroe, può sposare Libbie ma poi viene messo a riposo e si dà al bere.
Un giorno riceve la vista di Sharp e di suo padre, che vorrebbero sfruttare il suo nome per la loro società ferroviaria che si sta espandendo verso ovest; sdegnato, Custer rifiuta l'offerta e il relativo compenso. Libbie, preoccupata per il marito, ottiene dal generale Scott un nuovo incarico per Custer: comandante del 7º cavalleggeri con il grado di colonnello a Fort Abraham Lincoln, nel Dakota del Nord.
Durante il tragitto Custer incontra un pioniere, California Joe, e fa prigioniero Crazy Horse, il capo dei Sioux. Arrivato al forte, trova reclute indisciplinate e ubriache a causa del bar gestito da Sharp, che vende anche armi agli indiani; Custer fa chiudere il bar e il negozio, ma nel frattempo Crazy Horse riesce a fuggire. Il nuovo comandante instilla disciplina e coraggio alle reclute, che affrontano per mesi gli indiani, fino a quando, questi non chiedono la pace cedendo i loro territori a eccezione delle Colline Nere, ritenuti sacri. Viene firmato un trattato che Custer stesso giura di difendere con ogni mezzo; intanto la società di Sharp, che vuole costruire la ferrovia nelle Colline Nere, si accorda con Taipe, divenuto commissario dei territori indiani, per violare il trattato facendo credere che ci sia oro nei Monti Neri, in modo da attirare migliaia di persone nel Dakota.
Durante una visita del commissario a Fort Lincoln, Sharp fa ubriacare i soldati provocando volutamente la prevedibile reazione di Custer che picchia sia Sharp che Taipe e danneggia il bar. Custer viene sollevato dal comando, va a Washington per smascherare il complotto ma gli viene detto che le sue prove sarebbero accettabili solo se fatte in punto di morte. Si decide di mandare della fanteria per proteggere i pionieri, Custer però sa che per affrontare gli indiani occorre la cavalleria, perciò va dal presidente Grant e lo convince a farsi ridare il suo reggimento. Tornato a Fort Lincoln, saluta per l'ultima volta Libbie, rapisce Ned Sharp e si mette in marcia verso il Little Big Horn.
La sera prima della battaglia, Custer scrive una lettera in cui riporta le sue accuse verso la società ferroviaria. La mattina del 25 giugno 1876 il 7º cavalleggeri si scontra con le migliaia di indiani che difendono i Monti Neri e viene ben presto sopraffatto; Ned Sharp, California Joe, i soldati e Custer vengono uccisi (lui proprio da Crazy Horse). Il giorno seguente Sheridan e Libbie accusano Taipe e il padre di Ned Sharp grazie alla lettera di Custer, che ha valore legale in quanto scritta in punto di morte; la società viene sciolta, Taipe si dimette da commissario e il governo si impegna a rispettare il trattato. Si può quindi affermare, come dice il generale Sheridan a Libbie che "Custer ha vinto tutte le battaglie, anche l'ultima".

## Produzione
Le riprese del film, prodotto dalla Warner Bros. Pictures, durarono dal 2 luglio al 30 settembre 1941.

### Location
La maggior parte del film fu girato nel sud della California. Il regista avrebbe voluto girare le sequenze della battaglia del Little Bighorn vicino al luogo dove si svolsero realmente ma, per problemi di budget, si dovette girare su di un'area rurale fuori Los Angeles. Durante le riprese morirono 3 comparse: una per un attacco di cuore, un'altra si ruppe l'osso del collo cadendo da cavallo e infine uno stuntman che aveva voluto usare una sciabola autentica, invece di una riproduzione scenica, durante la ripresa di una carica fu sbalzato di sella e cadde sulla propria lama infilzandosi.

## Errori storici
Considerando la rappresentazione della battaglia di Little Big Horn si riscontrano diversi errori rispetto a quanto avvenne in realtà: nel film vediamo una carica con la sciabola mentre fu Custer stesso ad ordinare ai suoi cavalleggeri di non portare le sciabole che furono caricate su un carro e non vennero impiegate. Custer viene rappresentato con i tipici capelli lunghi quando in realtà se li tagliò alcuni giorni prima dello scontro e per questo probabilmente non fu riconosciuto dagli indiani. Nella pellicola vediamo Custer come ultimo sopravvissuto, in piedi accanto alla bandiera del 7º cavalleggeri con la sciabola in pugno che riceve il colpo fatale da Cavallo Pazzo, ma storicamente non sappiamo con certezza chi pose fine alla vita del famoso comandante nonostante diversi pellerossa se ne attribuiscano il merito; inoltre fonti indiane e analisi accurate del campo di battaglia, con i relativi reperti, fanno pensare che Custer sia stato ucciso quasi subito o perlomeno ferito. Quello che si sa con certezza è che Custer fu trovato completamente nudo, con 2 fori di proiettile, uno al petto e uno alla tempia, una larga ferita ad una coscia e una freccia nei genitali mentre fu tra i pochi non scotennati.

## Colonna sonora
La partitura musicale per grande orchestra, della durata complessiva di oltre 100 minuti è stata composta dal veterano Max Steiner. Esiste una incisione della casa discografica Marco Polo diretta nel 1998 da William T. Stromberg a capo della Moscow Symphony Orchestra, che contiene una settantina di minuti di musica meticolosamente ricostruita dall'arrangiatore e compositore John W. Morgan.

## Distribuzione
Il copyright del film, richiesto dalla Warner Bros. Pictures, Inc., fu registrato il 3 gennaio 1942 con il numero LP10933.
Il film uscì nelle sale cinematografiche USA il 1º gennaio 1942 dopo essere stato presentato in prima a New York il 21 novembre 1941.